# Ворожі голоси
«Ворожі» голоси (також західні радіоголоси) — радянське ідеологічне та пропагандистське кліше, що застосовувалося у відношенні до західних масмедіа, а саме до радіостанцій Західного світу.
Радіомовлення західних країн було непідконтрольним радянській цензурі і виступало як джерело альтернативної до радянської тоталітарної державній «інформації», яка офіційно контролювалася Відділом пропаганди і агітації ЦК КПРС та Ідеологічним відділом ЦК КПРС.

## Радіостанції
Як ворожі до СРСР, радянської ідеології та пропаганди в СРСР були визначені такі радіостанції, як «Голос Америки», «Радіо Свобода», «Німецька хвиля», Російська служба «Бі-бі-сі», «Радіо Ватикану», «Голос Ізраїлю», «Міжнародне Канадське радіо», «Міжнародне французьке радіо», які вели мовлення мовами народів СРСР (азербайджанською, башкирською, білоруською, вірменською, грузинською, естонською, казахською, киргизькою, латиською, литовською, молдавською, російською, таджицькою, татарською, туркменською, узбецькою, уйгурською та українською) та підконтрольних СРСР країн соціалістичного табору на територію СРСР та інших соціалістичних країн. Такі радіостанції та їх передачі, що транслювались на територію СРСР та його союзниками мовами народів СРСР та їх союзників, розглядались в СРСР як ідеологічна зброя, яка стала одним з характерних феноменів холодної війни.
Ідеологічними інструментами боротьби проти СРСР та його союзників служили і радіостанції деяких соціалістичних країн: «Радіо Пекіна» і «Радіо Тирани». Основна спрямованість їхніх радіопрограм полягала у критиці «ревізіоністського» радянського керівництва і пропаганді політичних поглядів керівництва КНР і Албанії.
У свою чергу, СРСР також вів закордонне радіомовлення багатьма мовами.

## Початок діяльності основних радіостанцій
Мовлення іноземних радіостанцій на територію СРСР розпочалось в 1930-х роках і продовжувалося в роки німецько-радянської війни, але вираз «ворожі голоси» належить пізнішій епосі — періоду «холодної війни», важливим інструментом якої стала організація радіопропаганди.
«Бі-бі-сі» почала регулярно вести мовлення російською 26 березня 1946 року, а «Голос Америки» — у 1947.
10 квітня 1947 року в московській газеті «Культура и жизнь» з'явилася стаття Іллі Еренбурга «Фальшивий голос». Протестуючи проти пропаганди  жуйки, Еренбург писав:

Якщо ви винайшли якісь надувні жувальні гумки, чому ж ви замість мирного пускання гумових міхурів у себе вдома розповсюджуєте їх по всьому світу?

У 1950-51 роках у рамках кампанії  боротьби з космополітизмом була організована театральна постановка за п'єсою  Б. А. Лавреньова «Голос Америки», за яку йому в 1950 році була присуджена Сталінська премія.
З 1 березня 1953, майже одночасно зі смертю Сталіна, почала мовлення радіостанція під назвою Радіо «Звільнення від більшовизму» (пізніше — просто «Визволення»), яка з травня 1959  стала називатися «Радіо Свобода». «Німецька хвиля» існує з 3 травня 1953.
Пізніше мовлення на територію СРСР було організовано не тільки російською мовою, але й іншими мовами народів СРСР.

## Глушіння

### Історія
Програми «Голосу Америки» з лютого 1948 року почали систематично глушити так званими «глушниками» (радіостанціями постановки  перешкод) — потужними генераторами електронних шумів. Офіційною мовою це називалося «радіозахистом» («глушіння», «радіозаглушування», «встановленням перешкод», «радіопротидією», «забиванням антирадянських радіопрограм», «радіоелектронною боротьбою»).
У періоди розрядки міжнародної напруженості глушіння «ворожих голосів» могло послаблюватися або припинятися (це не стосувалося, проте, передач «Радіо Свобода»). Так у вересні 1959 глушіння «Голосу Америки» було послаблене, коли радянський лідер Микита Хрущов здійснив візит до США, а в 1963 — після заклику Кеннеді припинити «холодну війну».
Після введення військ країн Варшавського договору в Чехословаччину в 1968 у (див. «Празька весна») глушіння було повністю відновлене. Чергова перерва в глушіння «ворожих голосів» (крім «Радіо Свобода») сталась в 1973 у зв'язку з проведенням Гельсінкської конференції з безпеки і співробітництва в Європі. Глушіння відновилося в серпні 1980 року у зв'язку із загостренням становища в Польщі і різкою критикою у західних ЗМІ введення радянських військ до Афганістану.
Глушіння «ворожих голосів» тривало також у перші роки «перебудови». В експертному висновку за «справою КПРС» говориться, що постановою ЦК КПРС від 25 вересня 1986 було прийнято рішення припинити глушіння передач одних зарубіжних радіостанцій («Голос Америки», «Бі-Бі-Сі») і посилити глушіння інших («Свобода», «Німецька хвиля»). 23 травня 1987 в СРСР остаточно припинили глушити радіопрограми «Голосу Америки» і деяких інших західних радіостанцій. Повністю глушіння зарубіжних радіостанцій в СРСР було припинено в ніч з 29 на 30 листопада 1988.

### Технічні засоби
Для здійснення глушіння в СРСР було зведено декілька сотень станцій середньої потужності (звичайно в межах або поблизу великих міст) та декілька станцій з радіусом покриття до 2000 км. Окремі з таких станцій здійснювали шумове забиття діапазонів мовлення, інші вели передачі на тих самих хвилях, що й «Ворожі голоси» (серед останніх — радіостанції «Маяк» та «Промінь»).
Обмеження можливостей прийому також здійснювалось через обмеження можливостей побутової радіоприймальної апаратури: популярні в Європі короткохвильові діапазони 11, 13, 16 та 19 метрів в приймачах СРСР були практично відсутніми, діапазон коротких хвиль починався з 25 м.
Деяких успіхів в прийомі «Ворожих голосів» можна було досягти далеко від великих міст та в ранній час доби (4-та — 5-та година ранку). Глушіння радіосигналу є незаконним, зокрема, в США за нього передбачено штрафи.

## Аудиторія
Програми зарубіжних радіостанцій розглядалися як альтернативне джерело інформації, яке пропонувало набагато більший інтерес, ніж офіційна радянська пропаганда, незважаючи на низьку якість сигналу через глушіння.
«Ворожими голосами» захоплювалася не тільки дисидентсько налаштована частина інтелігенції, а й частина молоді, яка цікавилася західною музикою. З радіо можна було почерпнути також інформацію «нейтрального» характеру про політичне життя СРСР, наприклад оперативні дані про стан здоров'я глави радянської держави —  генерального секретаря ЦК КПРС Л. І. Брежнєва і інших членів  Політбюро, що часто було причиною несподіваних змін внутрішньополітичного календаря країни. «Ворожі голоси» також більш оперативно, більш повно і об'єктивно інформували радянських слухачів про політичне життя Заходу. Пізнавальними були також передачі з галузей науки, культури, мистецтва і т. ін.
За дослідженнями, які проводилися в США, найзначнішою була щотижнева аудиторія радіослухачів «Голосу Америки» в СРСР (у 1980-ті роки досягала 30 млн чоловік), на другому місці йшла «Російська служба Бі-бі-сі» з удвічі меншою аудиторією.
Для прослуховування були необхідні радіоприймачі, що дозволяють слухати передачі на коротких хвилях («Спідола», «Океан», «Меридіан» та ін) і коштували дорожче, ніж ті, які працюють тільки на середніх і довгих хвилях. На хвилях коротше 25 м глушіння майже не було, але й відповідні радіоприймачі дістати було важче. У СРСР з 50-х рр. радіоприймачі з діапазонами коротких хвиль 11, 13, 16 і 19 метрів випускалися тільки на експорт (хоча і з'являлися зрідка в продажу), а імпортні були рідкісні і дорогі. Цікавий факт: радіола «Сакта», яка вироблялася в 60-х рр. Ризьким радіозаводом ім. О. С. Попова, мала недокументовану особливість: якщо одночасно натиснути на перемикачі діапазонів клавіші «КВ1» і «КВ2», приймач опинявся налаштованим на 19-метровий діапазон.

## Чутки про зв'язки зі спецслужбами
Основною метою радіомовлення в умовах «холодної війни» була пропаганда, якій спецслужби протиборчих сторін приділяли значну увагу.
У книзі Н. Н. Яковлєва «ЦРУ проти СРСР» стверджується, що мовлення «ворожих голосів» відбувалося під патронатом ЦРУ, в цій книзі також приклади зв'язків «Радіо Свобода» і «Вільна Європа» з ЦРУ. Однак слід зазначити, що ЦРУ офіційно перестало фінансувати ці радіостанції в середині 1970-х років. 
У «викритті» цих радіостанцій зіграли свою роль агенти розвідок соціалістичних країн, особливо Ю. Марін, який працював під ім'ям К. Неастрова на «Радіо Свобода». «Викривальні свідчення» про діяльність радіо «Вільна Європа» були зібрані її колишніми співробітниками — агентами розвідок Польщі, Чехословаччини, Болгарії.